# Silniční most č. 12238-1
Silniční most č. 12238-1 se nachází na silnici III/12238 z Hlavatců do Lékařovy Lhoty. Kamenný most byl zapsán do Ústředního seznamu kulturních památek České republiky. Kamenný silniční most byl postaven v 19. století na silnici přes Bezdrevský potok na katastrálním území obce Hlavatce. Most prošel rekonstrukcí v roce 2019.

## Popis
Konstrukce mostu je v kombinaci kamene a cihly s jedním obloukem, s horní vozovkou a s křídly. Základní část je postavena z lomového kamene a zídky z cihel. Spojovacím materiálem je vápenná malta, celý most je omítnutý stříkanou cementovou omítkou. Klenební oblouk je polokruhový stlačený. Na mostě jsou nízké parapetní zídky zaklopené kamennými deskami 12–13 cm tlustými, 50 cm širokými a 91–125 cm dlouhými. Desky mají vnitřní přesah 4–5 cm a jsou spojeny železnými skobami. Křídla jsou z lomového kamene na návodní straně šikmá.

### Data
Most na silnici III/12238 má nosnost 10 t, povrch vozovky je živičný
- Délka mostu: 12,5 m,
- Délka přemostění: 7,68 m,
- Šířka: 6,05 m, (volná šířka 5,02 m),
- Výška:4,27 m,
- Světlost oblouku: 7,68 m, vrchol oblouku je ve výšce 2,30 m nad hladinu potoka.
- Materiál: lomový kámen a cihla.